# Dysdera nenilini
Dysdera nenilini là một loài nhện trong họ Dysderidae.
Loài này thuộc chi Dysdera. Dysdera nenilini được miêu tả năm 1989 bởi Dunin.